# LASAK
LASAK s.r.o. je česká společnost zabývající se vývojem, výrobou a prodejem zdravotnických prostředků, zejména zubních implantátů, spinálních a kraniálních implantátů a materiálů pro náhradu a regeneraci kostní tkáně. Sídlo společnosti je v Praze, výrobní závod se nachází v Mnichově Hradišti. Společnost byla založena v roce 1991 doc. Ing. Zdeňkem Strnadem, CSc., a Ing. Igorem Riedlem, CSc., a v roce 1993 uvedla na trh své první výrobky – implantologický systém IMPLADENT® a materiály pro regeneraci kostní tkáně pod názvy BAS-0, BAS-R, BAS-HA a PORESORB®-TCP.
V současné době distribuuje své výrobky do více než 20 zemí.

## BIO povrch
Za patentovanou bioaktivní povrchovou úpravu titanových implantátů obdržela společnost LASAK v roce 2010 vědeckou cenu Česká hlava v kategorii Industrie za nejlepší technologickou a výrobkovou inovaci v ČR.

## Výzkumné a vývojové centrum
V roce 2011 společnost otevřela Výzkumné a vývojové centrum dentální implantologie a tkáňové regenerace v Praze-Hloubětíně.